# Есиль (Северо-Казахстанская область)
Есиль (каз. Есіл, до 2009 — Ишимское) — село в Тимирязевском районе Северо-Казахстанской области Казахстана. Административный центр Есильского сельского округа. Кад КАТО — 596243100.

## История
Указом ПВС Казахской ССР от 16.08.1971 года посёлку центральной усадьбы совхоза «Ишимский» присвоено наименование село Ишимское.

## Население
В 1999 году население села составляло 503 человека (247 мужчин и 256 женщин). По данным переписи 2009 года, в селе проживало 319 человек (148 мужчин и 171 женщина).